# St. Martin (Eschershausen)
Die evangelisch-lutherische denkmalgeschützte Kirche  St. Martin steht in Eschershausen, einer Landstadt im Landkreis Holzminden in Niedersachsen. Die Kirchengemeinden von Eschershausen, Dielmissen und Vorwohle sind pfarramtlich verbunden. Sie gehören zum Kirchenkreis Holzminden-Bodenwerder im Sprengel Hildesheim-Göttingen der Evangelisch-lutherischen Landeskirche Hannovers.

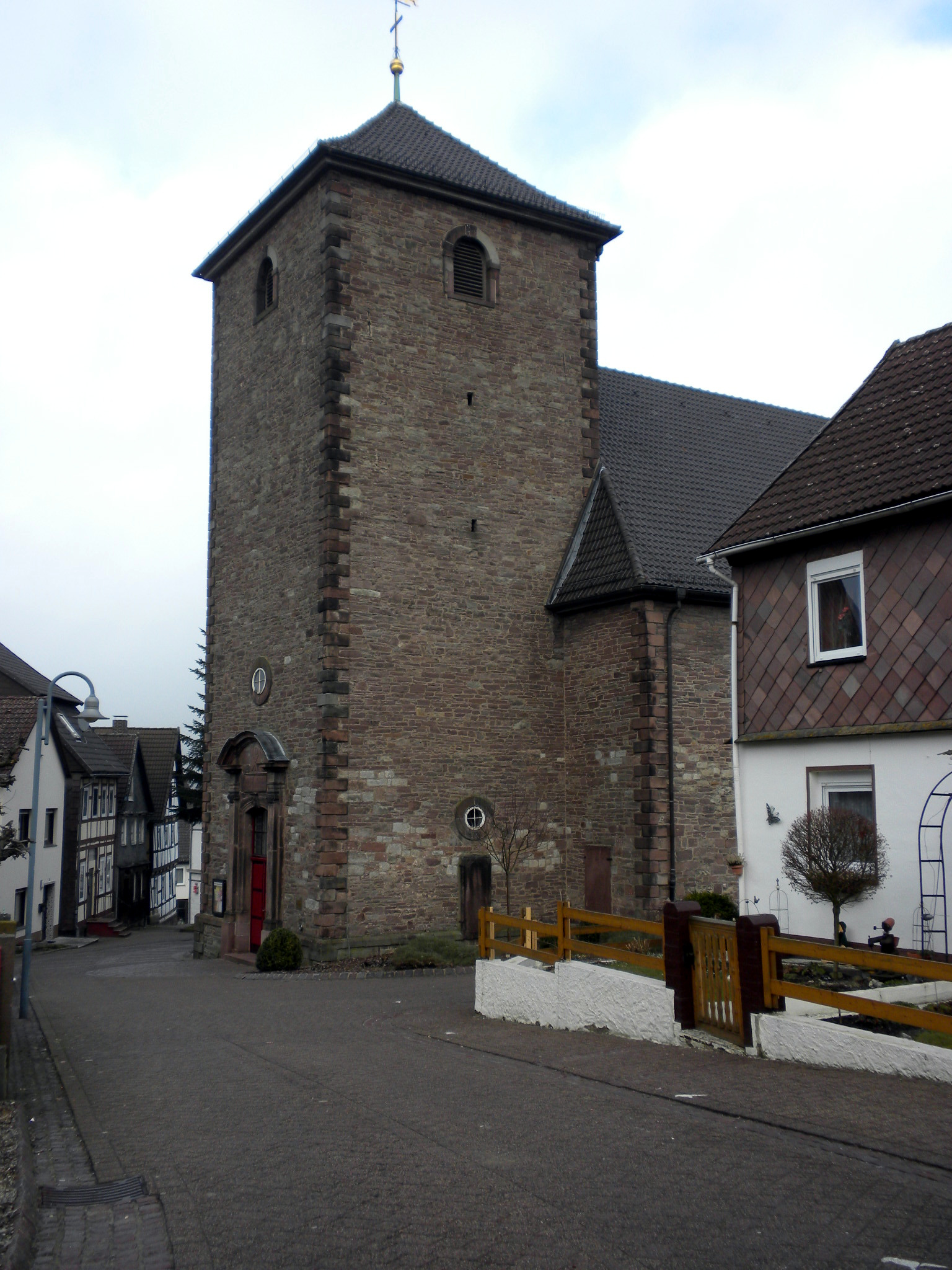
Kirche St. Martin in Eschershausen (Niedersachsen).

## Beschreibung
Die mittelalterliche Kirche stürzte 1736 teilweise ein. Der daraufhin errichtete Neubau wurde Pfingsten 1746 eingeweiht. Die rechteckige, ursprünglich verputzte, mit Ecksteinen versehene Saalkirche aus fünf Achsen wurde aus Bruchsteinen gebaut. Der massive, eingerückte Kirchturm im Westen ist mit einem Pyramidendach bedeckt. In seinem Glockenstuhl hängen 3 Kirchenglocken, die 1949/50 von J. F. Weule gegossen wurden. Das Portal im Westen ist von Pilastern und einem Tympanon gerahmt. Auf dem Kirchenschiff sitzt ein im Osten abgewalmtes Satteldach. Die Bogenfenster haben Laibungen aus Sandstein. Der Innenraum ist durch die hölzernen Stützen der seitlichen Emporen, die bei der Restaurierung 1970/71 verkürzt wurden, in drei Teile gegliedert. Der mittlere Teil ist mit einem hölzernen Tonnengewölbe überspannt, das mit Engeln und den vier Evangelisten auf Wolken bemalt ist. Die seitlichen Teile sind flachgedeckt. Auf der oberen Empore im Westen steht die Orgel. Der Kanzelaltar wurde nach 1751 gebaut. An der Ostwand zu beiden Seiten des Altars stehen zwei Epitaphe aus Holz für Amtmänner in Wickensen, die ursprünglich zur Patronatsloge gehörten, die bei der Restaurierung 1970/71 beseitigt wurde.
Die erste Orgel mit neun Registern, einem Manual und einem angehängten Pedal wurde 1701 von Andreas Schweimb gebaut. Die Orgel wurde schwer beschädigt, als der Kirchturm 1737 einstürzte. Eine neue Orgel wurde 1771 von Johann Christoph Hüsemann gebaut. Die heutige Orgel mit 30 Registern, verteilt auf 2 Manuale und ein Pedal, wurde 1909 von P. Furtwängler & Hammer gebaut. Sie wurde 1999 von Franz Rietzsch restauriert.

## Sonstiges
Am Kirchturm befindet sich eine Höhenmarke des Ur-Nivellements (1868–1918) der Königlich Preußischen Landesaufnahme mit der damaligen Höhe von 162,224 m über Normal-Null.

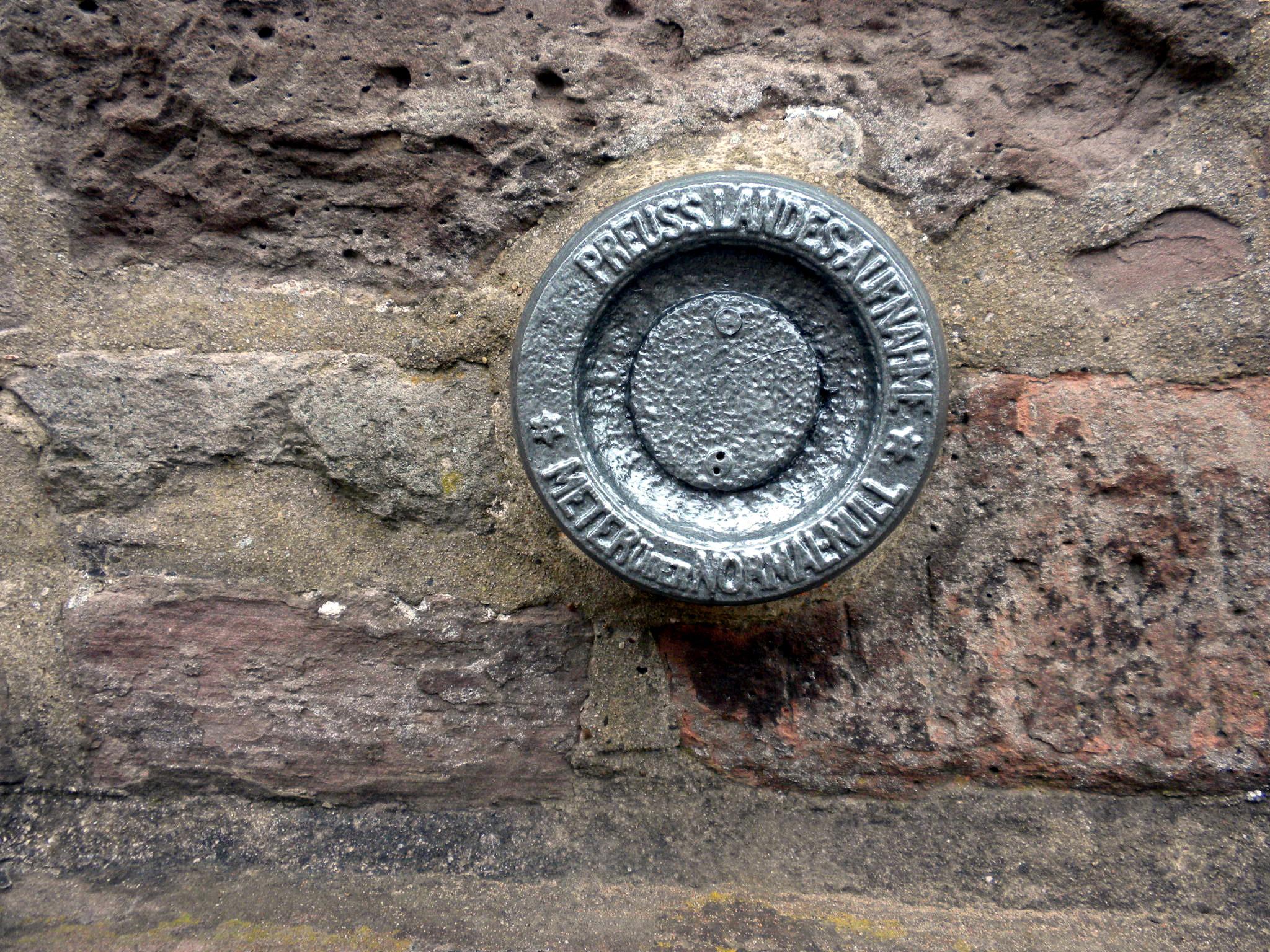
Höhenmarke der Königlich Preußischen Landesaufnahme in Eschershausen (Niedersachsen).